# Sposalizio della Vergine (Pietro Novelli)
Lo Sposalizio della Vergine è un dipinto a olio su tela di Pietro Novelli, realizzato intorno al 1647 per la chiesa di San Matteo al Cassaro di Palermo. È considerato l'ultimo lavoro noto dell'artista nativo di Monreale.

## Descrizione e stile
Il dipinto è avvolto da un tenue ma innegabile senso di malinconia. Un sentimento di dubbio e timore lascia percepire la solitudine dei protagonisti. Pietro Novelli sembra catturare e fare propria l'intuizione lirica tipica dell'opera siciliana del Caravaggio.